# Condemios de Abajo
Condemios de Abajo település Spanyolországban, Guadalajara tartományban. Condemios de Abajo Albendiego, Condemios de Arriba és Campisábalos községekkel határos. Lakosainak száma 14 fő (2024).

## Népesség
A település népessége az utóbbi években az alábbiak szerint változott:
| Lakosok száma | 27   | 29   | 29   | 25   | 23   | 22   | 16   | 14   | 10   | 14   |
|               | 2001 | 2004 | 2006 | 2009 | 2011 | 2014 | 2016 | 2019 | 2021 | 2024 |